# Всеукраїнське товариство політичних в'язнів і репресованих
Всеукраїнське товариство політичних в'язнів і репресованих (ВУТПВіР) — громадська організація під назвою Всеукраїнське товариство репресованих (ВТР) заснована на зборах (близько 100 осіб), які відбулися 3.06.1989 просто неба на Львівській площі в Києві (Спілка художників під тиском КГБ у день зборів відмовила в наданні приміщення Будинку художників).
Мета Товариства — об'єднання зусиль, використання досвіду колишніх політв'язнів, депортованих, в'язнів сумління в ім'я утвердження і розбудови соборної самостійної демократичної української держави, а також надання матеріальної допомоги членам Товариства. Головою Товариства був обраний Пронюк Євген Васильович.
21.11.1992 на спільному засіданні Координаційної Ради ВТР і Великої Ради Спілки політичних в'язнів України (СПВУ, створена 30.08.1992 у Львові, голова Іван Губка ) прийнято ухвалу про об'єднання двох організацій.

19.12.1992 Всеукраїнський збір політв'язнів і репресованих прийняв єдиний Статут і нову, нинішню назву, було запроваджене співголовування.
У перші роки існування ВТР організовувало мітинги, демонстрації та інші заходи на підтримку незалежності України. Пам'ятний похід політв'язнів на Хрещатику 23.06.1991 в одязі в'язнів. Після проголошення незалежності України метою ВТР стало відновлення прав репресованих, матеріальна і моральна підтримка їх, національне і духовне відродження країни, розбудова демократичної держави і громадянського суспільства. З 1998 р. Збори Товариства проводяться в обласних центрах, останні відбулися в Одесі.
Товариство організувало перевезення з Уралу і перепоховання в Києві тлінних решток В.Стуса, Ю.Литвина, О.Тихого 19.11.1989; М.Сороки з Мордовії у Львів 28.09.1991 р., Марти Бандери з Красноярського краю в рідне с. Старий Угринів, Степана Мамчура з Уралу в Боярку (2002), Кирила Осьмака зі Владимира в Київ (11.12.2004); провело експедицію на Північ (Інта, Печора, Воркута) і встановило там хрести з чавунними таблицями; брало участь в експедиції до м. Галац (Румунія) в пошуках поховання гетьмана Мазепи. 22-23.06.1991 разом зі Світовою Лігою Українських Політичних В'язнів (Канада, Вінніпег) товариство провело Всесвітній конґрес українських політв'язнів, на який з'їхалися колишні в'язні комуністичних і фашистських концтаборів із 12 країн світу; 7-8.ХІ. 1995 — Міжнародний конґрес політичних в'язнів.
ВУТПВіР домагається проведення судового процесу над КПРС/КПУ «Нюрнберг-2», визнання УПА воюючою стороною в Другій світовій війні, компенсації Росією примусової праці українських політв'язнів на її території, створює архів і музей політв'язнів, домагається ідейної переорієнтації багатотомного державного видання «Реабілітовані історією» на «Енциклопедію боротьби і репресій». Науково-методична рада (її тривалий час очолював член-кор. НАНУ Микола Щербак, нині — акад. Ніна Вірченко) веде науково-дослідну роботу. Товариство виробило нову редакцію Закону «Про реабілітацію жертв політичних репресій в Україні», домоглося встановлення Дня пам'яті жертв голодоморів і політичних репресій, який відзначається в четверту суботу листопада. З 1992 р. видало 19 випусків журналу «Зона» (ред. Юрій Хорунжий(1991-2007), Олекса Різників). Організації Товариства є в усіх областях, колективними його членами є Київське товариство політичних в'язнів і жертв репресій та Український комітет «Гельсінкі-90» . При Товаристві створюються організації дітей політв'язнів. Нараховує близько 40 тис. членів.
У серпні 2010 р. головою товариства обраний Петро Франко.
3 серпня 2013 року у Львові відбувся ХІ Збір Всеукраїнського товариства політичних в’язнів і репресованих. Головою товариства вдруге став Петро Франко. Першим заступником обрано Лева Глухівського (м. Київ), заступниками Павла Отченашенка (м. Одеса) та Дем’яна Чернеця (м. Тернопіль).